# Eishockey-Nationalliga (Österreich) 1963/64
Meister der Österreichischen Eishockey-Nationalliga 1963/64 wurde zum siebten Mal in der Vereinsgeschichte des Klagenfurter AC. Es war der erste von elf Meistertiteln des KAC in Folge, die Serie wurde erst 1975 vom ATSE Graz gebrochen.

## Nationalliga A

### Modus
Aufgrund der Olympischen Winterspiele 1964 in Innsbruck wurde die höchste Spielklasse in zwei Gruppen geteilt, um dem Nationalteam eine gute Vorbereitung zu ermöglichen. Um den Titel sollten nur der KAC, Innsbruck und der Wiener EV spielen, nach einem Protest seitens der Kitzbüheler wurde der EC Kitzbühel als vierte Mannschaft aufgenommen. Ein Absteiger wurde nicht ausgespielt, die Nationalliga A wurde auf acht Mannschaften aufgestockt. 

### Meisterrunde
|    |                 | Sp | S | U | N | Tore  | Punkte |
| -- | --------------- | -- | - | - | - | ----- | ------ |
| 1. | Klagenfurter AC | 6  | 4 | 0 | 2 | 42:19 | 8:4    |
| 2. | Innsbrucker EV  | 6  | 3 | 2 | 1 | 33:21 | 8:4    |
| 3. | Wiener EV       | 6  | 3 | 2 | 1 | 22:20 | 8:4    |
| 4. | EC Kitzbühel    | 6  | 0 | 0 | 6 | 14:51 | 0:12   |

### Untere Runde
|    |                | Sp | S | U | N | Tore  | Punkte |
| -- | -------------- | -- | - | - | - | ----- | ------ |
| 5. | EK Zell am See | 4  | 3 | 0 | 1 | 22:09 | 6:2    |
| 6. | ATSE Graz      | 4  | 2 | 0 | 2 | 12:13 | 4:4    |
| 7. | EC Ehrwald     | 4  | 1 | 0 | 3 | 08:20 | 2:6    |

## Nationalliga B
Die Nationalliga B wurde in drei regionalen Gruppen ausgespielt.
| West                                                       | Süd                                                   | Ost                                                  |
| ---------------------------------------------------------- | ----------------------------------------------------- | ---------------------------------------------------- |
| - EC Innsbruck Pradl - SC Innsbruck - EHC Feldkirch - Silz | - SV Leoben - Grazer AK - VST Völkermarkt - ATUS Weiz | - Union Linz - ASKÖ Wien - Salzburger EV - Mariazell |

Der Salzburger EV stieg in die Nationalliga A auf.